# Sibongile Mlambo
Sibongile Mlambo (* 26. Juni 1990) ist eine simbabwische Schauspielerin und Model, die in den Vereinigten Staaten lebt und arbeitet.

## Leben
Sibongile Mlambo stammt aus Simbabwe, wo ihr Vater als Arzt arbeitete. Ihre ältere Schwester ist ebenfalls Schauspielerin. 2005 verließ sie Simbabwe, um im College  in den Vereinigten Staaten Französisch und Spanisch zu studieren. Ursprünglich wollte sie als Physiotherapeutin eine ähnliche berufliche Richtung wie ihr Vater einschlagen. Dort lebte sie eine Zeit lang in  Texas und New York, bevor sie 2011 in ihre Heimat zurückkehrte und in Südafrika lebte und arbeitete, darunter Kapstadt und Johannesburg. Nach ihrer Rückkehr in die Vereinigten Staaten, ließ sie sich in Los Angeles nieder.

### Schauspiel
Ihre erste Schauspielrolle übernahm Mlambo bereit 1997 in dem Film Kini & Adams im Kindesalter. Ab 2012 war sie dann wieder vor der Kamera zu sehen, zunächst vor allem in Gastrollen im US-Fernsehen, darunter in Strike Back, Beaver Falls, Mad Dogs oder Homeland. Daneben übernahm sie kleine Rolle in Filmen wie Ladygrey, While You Weren't Looking, To Kill a Man – Kein Weg zurück, The Last Face oder Message from the King. 2015 spielte sie als Ishani Mfeke eine der Hauptrollen in dem Tanzfilm Honey 3: Dare to Dance. Sie ist selbst ausgebildete Tänzerin.
2014 übernahm sie in der Serie Black Sails als Eme eine wiederkehrende Rolle, die sie bis 2017 spielte. Auch in Teen Wolf war sie als Tamara Monroe 2017 wiederkehrend zu sehen. Eine Nebenrolle als Angela folgte 2018 in der Netflix-Serie Lost in Space – Verschollen zwischen fremden Welten. Zudem übernahm sie als Donna eine der Hauptrollen der Serie Siren.

### Modeln
Im Jahr 2007 wurde Mlambo zur Vizeprinzessin bei der Miss Zim-USA-Wahl gewählt. Als Model war sie insbesondere auf dem afrikanischen Kontinent erfolgreich, wo sie etwa für Produkte der Marke Nivea modelte.

## Filmografie (Auswahl)
- 1997: Kini & Adams
- 2012: Half Good Killer (Kurzfilm)
- 2012: Strike Back (Fernsehserie, Episode 3x03)
- 2012: Beaver Falls (Fernsehserie, Episode 2x04)
- 2013: Mad Dogs (Fernsehserie, Episode 3x01)
- 2013: Felix
- 2014: Homeland (Fernsehserie, Episode 4x03)
- 2014–2017: Black Sails (Fernsehserie, 10 Episoden)
- 2015: Back to School Mom
- 2015: Ladygrey
- 2015: While You Weren't Looking
- 2016: To Kill a Man – Kein Weg zurück (To Kill A Man)
- 2016: The Last Face
- 2016: Honey 3: Der Beat des Lebens (Honey 3: Dare to Dance)
- 2016: Message from the King
- 2017: Teen Wolf (Fernsehserie, 9 Episoden)
- 2017: New Haven (Kurzfilm)
- 2018: Language Academy (Fernsehserie, Episode 1x01)
- 2018: Under the Silver Lake
- 2018: Mysterious Mermaids (Siren, Fernsehserie, 8 Episoden)
- 2018: MacGyver (Fernsehserie, 3 Episoden)
- 2018–2019: Lost in Space – Verschollen zwischen fremden Welten (Lost in Space, Fernsehserie, 11 Episoden)
- 2018–2020: Mysterious Mermaids (Siren, Fernsehserie, 12 Episoden)
- 2019: Afrika is a Country (Kurzfilm)
- 2019: Shadow Wolves
- 2019: Dark/Web (Fernsehserie, 4 Episoden)
- 2020: God Friended Me (Fernsehserie, Episode 2x13)
- 2020: Lovecraft Country (Fernsehserie, 2 Episoden)
- 2021: Black Lightning (Fernsehserie, Episode 4x07)
- 2021: Take Back the Night
- seit 2021: Roswell, New Mexico (Fernsehserie)
- 2023: Florida Man (Fernsehserie)